# Robert R. Rutledge
Pour les articles homonymes, voir Rutledge.

Robert R. Rutledge est un monteur son américain né le 3 juin 1948 à Los Angeles (Californie) et mort le 15 octobre 2001 à North Hollywood (Californie).

## Filmographie (sélection)

### Cinéma
- 1975 : Vol au-dessus d'un nid de coucou (One Flew Over the Cuckoo's Nest) de Miloš Forman
- 1977 : La Guerre des étoiles (Star Wars) de George Lucas
- 1978 : Même heure, l'année prochaine (Same Time, Next Year) de Robert Mulligan
- 1980 : Rendez-vous chez Max's (Inside Moves) de Richard Donner
- 1980 : L'Empire contre-attaque (The Empire Strikes Back) d'Irvin Kershner
- 1981 : La Folle Histoire du monde (History of the World: Part I) de Mel Brooks
- 1981 : Le Solitaire (Thief) de Michael Mann
- 1984 : Police Academy de Hugh Wilson
- 1985 : Retour vers le futur (Back to the Future) de Robert Zemeckis
- 1986 : Le Sixième Sens (Manhunter) de Michael Mann
- 1987 : Balance maman hors du train (Throw Momma from the Train) de Danny DeVito
- 1987 : Les Sorcières d'Eastwick (The Witches of Eastwick) de George Miller
- 1989 : Tango et Cash (Tango and Cash) d'Andrei Konchalovsky et Albert Magnoli
- 1996 : Mémoires suspectes (Unforgettable) de John Dahl

### Télévision
- 1984-1985 : Deux flics à Miami (14 épisodes)
- 1999-2000 : Avengers (13 épisodes)

## Distinctions

### Récompenses
- BAFTA 1979 : British Academy Film Award du meilleur son pour La Guerre des étoiles
- Oscars 1986 : Oscar du meilleur montage de son pour Retour vers le futur

### Nominations
- BAFTA 1977 : British Academy Film Award du meilleur son pour Vol au-dessus d'un nid de coucou